# Liberty (división)
Una liberty (en español: “libertad”) es una unidad de gobierno local en Inglaterra, de las cuales sólo dos existen en la actualidad: Middle Temple e Inner Temple. Originadas en la Edad Media, las liberties cubrían áreas de extensión muy variable, independientes del sistema usual de hundreds y boroughs por varias razones diferentes, normalmente relacionadas con la propiedad de las tierras. Debido a sus orígenes más vinculados a aspectos de propiedad que a geográficos, las áreas cubiertas por las liberties podían estar ampliamente dispersas en un condado o limitadas a una superficie menor a una parroquia. Un ejemplo de lo primero es la Fordington Liberty, y uno de lo segundo Waybayouse Liberty, ambas en Dorset.